# 무쏘 전쟁
무쏘 전쟁(Musso War)은 16세기 초 구스위스 연방의 준회원 국가로 기능한 삼동맹(독일어: Drei Bünde)과 밀라노 공국 사이의 무력 충돌이다. 내전은 1차 무쏘 전쟁(1524~26)과 2차 무쏘 전쟁(1531~32)의 두 단계로 진행되었다.

## 개요

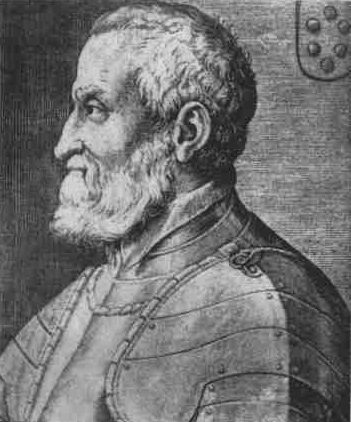
잔 자코모 메디치

1521년부터 무쏘성에 거주하던 코모의 밀라노인 성직자인 잔 자코모 메디치가 키아벤나 계곡을 습격해 왔다. 1524년 쿠어 대주교와 동맹을 맺어 삼동맹 정복을 시도했다. 1525년 그의 군대는 모르베뇨 전투에서 패배했지만, 그는 키아벤나를 계속 장악했다. 전투가 끝난 후 삼동맹은 지안 트래버스가 이끄는 대표단을 파견하여 밀라노와 평화 조약을 맺었다. 그러나 도중 그들은 1525년 9월에 메디치에게 붙잡혀 투옥되었다. 종교개혁 이후 종교분쟁으로 인해 구스위스 연방과 삼동맹 모두 포로들을 석방하기 위해 신속하게 움직일 수 없었다. 1526년 봄, 프랑스와 베니스의 지원을 받아 삼동맹 대표단은 마침내 포로를 석방할 수 있었다. 그러나 메디치에게 몸값을 지불하고 코모 호수 북쪽 끝에 있는 트레 피에비(tre pievi) 또는 3개의 코뮌을 제공한 후에야 비로소 석방되었다.

1526년의 약한 조약으로 인해, 1531년 밀라노는 다시 공격하여 모르베뇨를 점령하고 그 지역의 삼동맹 군대를 패배시켰다. 삼동맹은 구스위스 연방에 도움을 요청했고, 앞서 체결한 방위 동맹의 임무를 요청했다. 연방의 종교적 갈등으로 인해 개신교 주만이 삼동맹을 지지했고, 반면, 가톨릭 주는 옛 신앙으로 다시 개종해야만 도움을 줄 수 있다고 주장했다. 프로테스탄트와 동맹군은 발텔리나에서 밀라노 세력을 몰아낼 수 있었다. 이듬해에 체결된 평화 조약에서 키아벤나와 발텔리나는 삼동맹에게 주어졌다. 밀라노가 손에 넣을 수 있었던 곳은 오직 트레 피에비뿐이었다.
이러한 소규모 교전에서 삼동맹에게 가톨주가 지원을 거부한 것은 스위스 취리히주에서 제2차 카펠 전쟁을 시작한 원인이 되었다. 가톨릭 주는 그 전쟁에서 승리하여 연방의 연방 의회인 타크자충에서 과반수를 확보하여 연방에 지대한 영향을 미쳤다.

## 같이 보기
- 카펠 전쟁
- 스위스 종교개혁